# Musholm Bugt
Musholm Bugt er en knapt 20 kilometer lang havbugt i østkysten af Storebælt, der strækker sig fra Reersø til Halskov på Vestsjælland. I den nordlige del af bugten ligger den ubeboede ø Musholm. Dansk Ornitologisk Forening har registeret 38 fuglearter i Musholm Bugt.

## Galleri
| - Lejodde i bugtens sydlige ende - Reersø Havn i bugtens nordlige ende - Skipperkroen ved Mullerup Havn ligger ud til bugten - Udsigt over Musholm Bugt fra klinten ved Drøsselbjerg Strand, maj 2015. |